# Бабич Олександр Олександрович
Олекса́ндр Олекса́ндрович Ба́бич (нар. 15 лютого 1979, Комунарськ, Ворошиловградська область, Українська РСР, СРСР) — український футбольний тренер. В минулому — футболіст, захисник. Грав у складі дніпропетровського «Дніпра», харківського «Металіста», одеського «Чорноморця», махачкалинського «Анжі» та низки інших клубів.

## Клубна кар'єра
Випускник школи футболу «Дніпро». У 1997 році він почав свою кар'єру в другій лізі чемпіонату України з футболу в клубі «Кремінь». Також грав в фарм-клубі «Гірник-спорт». 

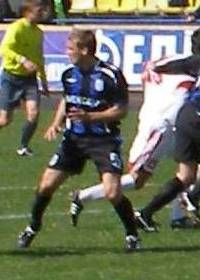
Олександр Бабич під час виступів за «Чорноморець». 2010 рік.

На початку 1998 року був запрошений в «Дніпро», але більшість часу грав за резервні команди «Дніпро-2» та «Дніпро-3». 
У сезоні 2001/02 виступав за «Поліграфтехніку», де забив єдиний гол у матчі плей-оф проти житомирського «Полісся», який дозволив олександрійцям залишитися у вищому дивізіоні. Після закінчення сезону він відправився до Росії, де пробув три роки виступаючи за «Анжі». 
Влітку 2005 року повернувся в Україну, ставши гравцем харківського «Металіста». У січні 2009 року переїхав в Одесу, де влітку 2010 року був обраний капітаном команди «Чорноморець». Після серйозної травми не зміг відновитися до прийнятного для себе рівня і навесні перед стартом другої частини сезону 2011/12 вирішив завершити кар'єру футболіста.

## Тренерська кар'єра
16 грудня 2014 року був призначений виконувачем обов'язків головного тренера ФК «Чорноморець» (Одеса), після того як головний тренер «моряків» Роман Григорчук розірвав контракт з клубом.
10 лютого 2017 року Олександр Бабич завершив навчання за програмою «PRO» — диплом УЄФА, та отримав відповідну ліцензію міжнародного зразка. 25 лютого 2017 року офіційно призначений на посаду головного тренера одеського «Чорноморця». Втім вже 21 серпня 2017 року він пішов у відставку, коли після 6-го туру в УПЛ «Чорноморець» посідав в турнірній таблиці останнє місце, маючи в активі 1 очко.
22 вересня 2017 року очолив «Маріуполь». Першим його суперником стала «Олександрія», 24 вересня 2017 року «Маріуполь» на своєму полі зіграв внічию (1:1) з підопічними Володимира Шарана. Всього ж Олександр Бабич очолював «Маріуполь» протягом 3-х сезонів, під його керівництвом команда провела 101 матч, здобувши 34 перемоги, 26 нічиїх та зазнавши 41 поразку, різнича м'ячів — 118:154 (в Прем'єр-Лізі — 87 матчів: 28 перемог, 23 нічиї, 36 поразок, різниця м'ячів — 97:131, У Кубку України — 8 матчів: 5 перемог, 1 нічия, 2 поразок, м'ячі — 16:12, в Лізі Європи — 6 матчів, 1 перемога, 2 нічиї, 3 поразки, м'ячі — 5:11). За цей період азовська команда повторила практично всі свої історичні максимальні досягнення. Двічі «Маріуполь» досягав півфінальної стадії розіграшу Кубка України, двічі виходив в кваліфікацію Ліги Європи, і один раз займав четверту сходинку в чемпіонаті України. 29 липня 2020 року, після того як «Маріуполь» програв «Колосу» (Ковалівка) в фіналі плей-оф за путівку в Лігу Європи на наступний сезон і залишився без єврокубків, Олександра Бабич заявив під час післяматчевого флеш-інтерв'ю, що його контракт з клубом підійшов до кінця і він покидає команду.
2 жовтня 2021 року було повідомлено, що Олександр Бабич став головним тренером «Кривбаса». Під його керівництвом команда жодного разу не програла: 6 перемог та 3 нічиї у 9 офіційних матчах. 6 червня 2022 року залишив «Кривбас».
Влітку 2022 року Бабич переїхав до Констанци, Румунія, де за допомогою Олександра Лавренцова він зустрів російського бізнесмена Віктора Бакуревича, власника новоствореної команди «Фратрія», та став головним тренером команди, яка грала у регіональній лізі, четвертому дивізіоні країни. 2023 року він з командою посів перше місце і вийшов до Третьої ліги
5 лютого 2024 року Бабич очолив клуб вищого дивізіону Болгарії «Пирин» (Благоєвград). За підсумками сезону команда посіла передостаннє 15 місце і вилетіла з Першої ліги.
9 липня 2024 року Бабич знову очолив одеський «Чорноморець».

## Досягнення
- Бронзовий призер чемпіонату України: 2006/07, 2007/08[19]
- Брав участь у «бронзовому» (2008/09) сезоні «Металіста», проте провів лише 2 матчі, чого замало для отримання медалей
- Переможець групи «В» Другої ліги чемпіонату України: 1999/2000
- Бронзовий призер групи «Б» Другої ліги чемпіонату України: 2000/01